# Dơi lá Pearson
Dơi lá Pearson hay Dơi lá pecxôn (danh pháp hai phần: Rhinolophus pearsonii) là một loài động vật có vú trong họ Dơi lá mũi, bộ Dơi. Loài này được Horsfield mô tả năm 1851.
Loài dơi này được tìm thấy ở Bangladesh, Bhutan, Trung Quốc, Ấn Độ, Lào, Malaysia, Myanmar, Nepal, Thái Lan và Việt Nam.
Loài này được đặt theo tên của John Thomas Pearson.